# Cotoca
Cotoca – miasto w Boliwii, w departamencie Santa Cruz, w prowincji Andrés Ibáñez.